# Ле-Фет
Ле-Фет (фр. Le Fête) — коммуна во Франции, находится в регионе Бургундия. Департамент коммуны — Кот-д’Ор. Входит в состав кантона Арне-ле-Дюк. Округ коммуны — Бон.
Код INSEE коммуны 21264.

## Население
Население коммуны на 2010 год составляло 49 человек.
| 1962 | 1968 | 1975 | 1982 | 1990 | 1999 | 2010 |
| ---- | ---- | ---- | ---- | ---- | ---- | ---- |
| 63   | 64   | 55   | 55   | 51   | 45   | 49   |

## Экономика
В 2010 году среди 32 человек трудоспособного возраста (15-64 лет) 28 были экономически активными, 4 — неактивными (показатель активности — 87,5 %, в 1999 году было 65,4 %). Из 28 активных жителей работали 27 человек (15 мужчин и 12 женщин), безработным был 1 мужчина. Среди 4 неактивных 2 человека были учениками или студентами, 2 — пенсионерами, 0 были неактивными по другим причинам.